# Отдел Кавказа в Гербарии Московского университета
Один из основных отделов Гербария Московского университета.
Крымско-кавказский отдел был выделен П. А. Смирновым в 1933—1934 гг. В конце 1930-х гг. кавказские коллекции были отделены от крымских и в нем было проведено районирование. Со времён М. И. Назарова оно не претерпело изменений:

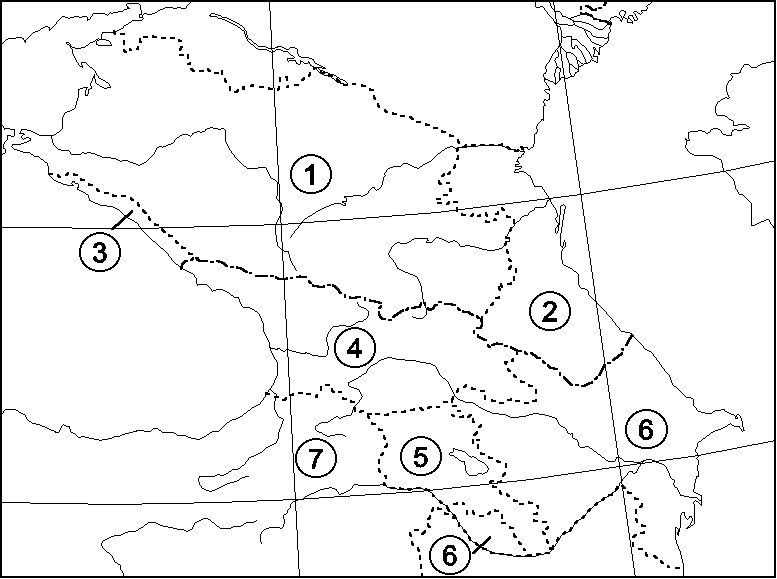
Районирование кавказского отдела Гербария Московского университета

- 0. Кавказ (без точных местонахождений и неопределенные образцы)

- 1. Северный Кавказ (Краснодарский и Ставропольский края, республики Адыгея, Карачаево-Черкесия, Кабардино-Балкария, Северная Осетия, Ингушетия и Чечня)

- 2. Дагестан

- 3. Черноморское побережье (от Новороссийска до Адлера)

- 4. Грузия

- 5. Армения

- 6. Азербайджан

- 7. Турецкий Кавказ

С переездом в новое здание кавказский отдел стал располагаться в левой части гербарного зала на пятом этаже, где хранится и поныне. Сейчас кавказские растения занимают 18 стандартных гербарных шкафов. До 1975 г. кавказские коллекции курировала А. В. Барсукова, в дальнейшем — Н. К. Шведчикова.
История коллекций. Первые кавказские коллекции, как и крымские, появились в Гербарии Московского университета, вероятно, в 1884 г. в связи с передачей гербария МОИП. В числе старейших кавказских коллекций первой половины XIX в. стоит отметить сборы А. А. Мусина-Пушкина (1800 г.) и М. И. Адамса (вероятно, до 1805 г.), Вильгельмса (1809—1826 гг.), Л. Ф. Гольдбаха (1810—1824 гг.), И. Я. Геннинга (1817 г.), Л. Ф. Ауэрбаха (1820 г.), Фрика (около 1835 г.), Ю. Г. Ильина (1835 г.), Ф. А. Коленати (1844 г.).
Из наиболее значимых коллекций второй половины XIX в. следует отметить сборы А. П. Виаль (1877—1880 гг.), А. В. Вдовьева (1888—1900 гг.), Н. А. Буша (1894 г. и позднее), Романовского (1896—1898 гг.), Ф. Н. Алексеенко (1898 г.), В. А. Дейнеги (1896 и 1901 гг.), Н. А. Десулави (1899 г.), Д. М. Дузя (1897—1899 гг.).
В 1933 г. М. И. Назаров приобщил к университетскому гербарию свою персональную коллекцию, в которой имелись дублеты кавказских сборов из Юрьевского (ныне Тартуского) ботанического сада и Ботанического сада АН в Санкт-Петербурге (тогда — Ленинграде). Позднее при участии М. И. Назарова в Гербарий Московского университета была передана колоссальная коллекция Всесоюзного научно-исследовательского института каучука и гуттаперчи, которая кроме растений Средней Азии включала многочисленные сборы экспедиций 1930-х гг. по Северному Кавказу и Закавказью (коллекторы В. А. Арсеньев, Е. Т. Арсеньева, Г. Г. Боссе, Л. Великанов, К. В. Воронина, А. А. Гроссгейм, И. И. Карягин, З. С. Медведев, О. М. Полякова, Л. И. Прилипко, Н. В. Самсель, Г. Ступников, Л. Н. Чиликина, Н. В. Шипчинский и др.). До сих пор сборы из этого института являются важнейшим источником по флоре Дагестана и Азербайджана в Гербарии Московского университета. В Гербарий были также переданы коллекции Общества акклиматизации животных и растений.
Работы экспедиций кафедры геоботаники МГУ были организованы в окрестностях оз. Гокча (Севан) в 1929 г. (П. А. Смирнов), в Нагорном Карабахе в 1934—1935 гг. (В. А. Петров, И. П. Петрова), в Дагестане и на Северном Кавказе в 1937—1940 гг. (Р. А. Еленевский). Лично М. И. Назаров собирал гербарий в 1937—1938 гг. в Теберде, Абхазии, Грузии и Армении. Сбор гербарного материала был одной из задач, стоявших перед кафедрой геоботаники в то время.
В послевоенные годы студенты и аспиранты кафедры геоботаники участвовали в экспедициях других ботанических учреждений. Особо крупные коллекции были собраны на территории Кавказского, Тебердинского и Северо-Осетинского заповедников и в окрестностях Юго-Осетинского горно-лугового стационара АН СССР под руководством Е. А. Буш.
Маршруты зональных практик почвенного отделения биолого-почвенного факультета (в дальнейшем — факультета почвоведения) Московского университета в 1960—1980-е гг. проходили в том числе по некоторым районам Кавказа. В Гербарий были переданы сборы из низовьев р. Кубань (окрестности г. Приморско-Ахтарска), Тебердинского заповедника, Черноморского побережья Кавказа (сначала окрестности пос. Абрау-Дюрсо, затем — долины р. Пшада близ пос. Береговое), а также равнинных районов Дагестана (пос. Терекли-Мектеб). В 1966 г. практика заканчивалась на Талыше. Ботанической частью зональной практики руководили в разные годы Ю. Е. Алексеев, С. А. Баландин, Ю. К. Дундин, И. А. Губанов, В. Н. Павлов, А. П. Серёгин.
В конце 1970-х гг. в Гербарий Московского университета были переданы коллекции И. С. Щукина и А. В. Щукиной. И. С. Щукин был геоморфологом и работал на географическом факультете МГУ, однако во время экспедиций в Среднюю Азию и на Кавказ он с супругой собрал значительный гербарный материал, среди которого представлено большинство видов кавказской флоры. В коллекции Щукиных растения хранились монтированными, в ней находились подаренные И. С. Щукину сборы А. А. Гроссгейма (в том числе типы), многие сборы были определены Д. И. Сосновским.
Еще при М. И. Назарове в Гербарии был создан дублетный фонд. Благодаря обмену в последующие годы были получены интересные коллекции из БИН РАН (LE), ботанических институтов азербайджанского, армянского и грузинского филиалов АН СССР (BAK, ERE, TBI соответственно), Музея Грузии (TGM), Карачаево-Черкесского педагогического института (ныне — университета), Кабардино-Балкарского университета (KBHG), Пятигорской фармацевтической академии (PGFA). Передавались также сборы из Московского педагогического университета (MOSP), ГБС РАН (MHA), ВИЛАР (MOSM).
В кавказском отделе Гербария хранится значительное количество эксикат, изданных БИН РАН (Санкт-Петербург). Это «Flora caucasica exsiccata» Н. А. Буша, В. В. Марковича и Г. Н. Воронова, «Herbarium Florae Caucasicae» Г. Н. Воронова и А. Б. Шелковникова и продолжающий издаваться «Гербарий флоры России и сопредельных государств» («Herbarium Florae Rossicae», «Гербарий флоры СССР»). К сожалению, издание «Plantae orientalis exsiccatae» А. А. Гроссгейма и Б. К. Шишкина есть в Гербарии Московского университета не полностью. Имеется также комплект эксикат «Herbarium Florae Caucasicae» (издание Института научных пособий), выходившего под руководством Г. Н. Воронова в Москве.
На 1 февраля 2005 г. фонды отдела флоры Кавказа включали 77.905 листов (10,65 % объема Гербария Московского университета в целом), представляющие 5231 таксон видового и подвидового рангов и 1156 родов.